# 322P/SOHO
322P/SOHO – kometa krótkookresowa, należąca do rodziny komet Jowisza.

## Odkrycie
Kometa została odkryta za pomocą instrumentów obserwatorium słonecznego SOHO. Jako pierwszy na zdjęciach przesłanych przez SOHO dostrzegł ją Terry Lovejoy na początku września 1999 roku. Otrzymała wtedy oznaczenie C/1999 R1. Ponownie obserwowano ją we wrześniu 2003 roku (nadano jej oznaczenie C/2003 R5), lecz nie zdawano sobie sprawy, że jest to ten sam obiekt, gdyż w ramach programu SOHO odkrywano do tej pory wyłącznie jednopojawieniowe komety muskające Słońce. W 2005 roku niemiecki student studiów doktoranckich Sebastian F. Hönig uznał, że może to być ta sama kometa, gdyż orbity wyliczone przy jej pojawieniach się w 1999 i 2003 roku były bardzo podobne. Wyliczył, że kolejne przejście obiektu obok Słońca powinno nastąpić 21 września 2007 roku. Kometa pojawiła się w polu widzenia kamery LASCO sondy SOHO dokładnie w wyliczonym przez niego czasie, co było potwierdzeniem, iż jest to kometa okresowa. Była to pierwsza oficjalnie potwierdzona kometa okresowa odkryta na fotografiach sondy SOHO. Otrzymała wtedy numer P/2007 R5 (SOHO).

## Właściwości i orbita
Kometa należy do grupy komet muskających Słońce. Ze względu na jej orbitę zaliczana jest do rodziny komet Jowisza. Jej okres obiegu to 3,99 roku. Jest to małe ciało, którego jądro jest ledwie nieco większe od rozmiarów boiska piłkarskiego (200 m). Nie przejawia aktywności typowej dla komet – nie ma warkocza ani komy. Początkowo niektórzy naukowcy uważali, że może to być planetoida, jednak przy zbliżeniu do Słońca na odległość ok. 5% odległości Ziemia–Słońce jej jasność wzrosła około milion razy, co jest typowe dla komet.
Nowsze badania wykonane przy pomocy teleskopów naziemnych oraz Kosmicznego Teleskopu Spitzera wykazały, że obiekt może być jednak planetoidą, o czym świadczy brak aktywności, większa gęstość, wyższe albedo i krótszy czas obrotu wokół własnej osi niż w przypadku znanych komet, czy rozmiar znacznie większy od komet Kreutza o porównywalnej jasności, które zwykle ulegają zniszczeniu przez Słońce zanim osiągną peryhelium swojej orbity. Gdyby to się potwierdziło, byłaby to planetoida o najmniejszym peryhelium ze wszystkich znanych planetoid.